# Dům čp. 245 (Kamenický Šenov)
9. května čp. 245 je patrový zděný městský dům s valbovou střechou v ulici 9. května číslo popisné 245 v Kamenickém Šenově. Reprezentativní objekt pochází z roku 1843 a je dokladem značné úrovně stavitelství a vysoké řemeslné zručnosti kamenošenovských stavebníků ve 40. letech 19. století. Celý dům je nápadný bohatou klasicistní výzdobou patrnou zřetelně jak v podélném průčelí do ulice 9. května, tak i na bočních štítových stěnách. Objekt požívá státní památkové ochrany od 20. ledna 1965. V únoru 2023 byla budova ve vlastnictví města Kamenický Šenov.

## Popis
Památkově chráněný městský obytný dům je patrová omítaná budova s valbovou střechou krytou eternitem (dříve byl objekt kryt plechem).

### Podélné průčelí
Podélné průčelí objektu (rovnoběžné s osou ulice 9. května) je orientováno přibližně na jižní stranu a disponuje sedmi okenními osami. Ve 4. ose se nachází honosně zdobený hlavní vchod do objektu. Veškerá výrazně svisle obdélná okna mají nevýrazné profilované parapetní římsy a jsou (v přízemí i patře) vsazena do mělkých výklenků nahoře půlkulatě zakončených. Fasáda po celé délce přízemí budovy je zdobena nehlubokou pásovou bosáží. Výklenky v prostoru nad horními hranami oken jsou uvnitř svých půlkruhových zakončení vyplněny velkými stylizovanými štukovými plastikami vějířů. Výklenky v prostoru pod dolními hranami okenních parapetů v patře domu jsou uvnitř svých téměř čtvercových ploch vyplněny plastickými dekorativními motivy. Na rozhraní přízemí a patra objektu se nachází okrasná římsa táhnoucí se okolo celého domu. Obdobná římsa (přerušována jednotlivými okny) obkružuje objekt na úrovni horní hrany oken v patře. Pod střechou se táhne (rovněž kolem celého objektu) korunní římsa a pod ní pak konzolový zubořez. Nad 4. okenní osou zleva je homogenní střecha „narušena“ kulatým půdním okénkem vetknutým do dekorativně pojatého nízkého trojúhelníkovitého štítu s tupým úhlem u vrcholku. Tento trojúhelníkovitý štít má základnu sahající přes 3 okenní osy (tedy od 3. po 5. okenní osu). Konzolový hrubořez (zubořez), který se táhle kolem objektu (na bázi střešní základny) v místě štítu opouští horizontálu a vybíhá do obou šikmin štítu.

### Vchodová výzdoba
K domovním dveřím v přízemí (v podélné stěně objektu orientované do ulice 9. května) stoupá nevysoké dvojramenné schodiště s několika málo schody a s kovovým zábradlím. Vnější fasáda domu obsahuje ve 4. okenní ose (centrální okenní ose) zleva dvoukřídlé dřevěné domovní dveře, které jsou v přízemí obkrouženy masivním zdobným pískovcovým portálem. Jeho vertikálním základem jsou hladké pilastry (levý a pravý) přerušené asi ve dvou třetinách výšky (měřeno od domovního prahu) krátkými římsami. Obě tyto římsičky mezi pilastry jsou spojeny masivním půleliptickým obloukem nadpraží. Vnitřek tohoto oblouku je hladký, jen po stranách je lemován jemným vroubkováním. Vchodové dřevěné dveře mají horní hranu tvarovanou do půlelipsy, která zapadá do dolní hrany nadpražního oblouku. V nejvyšším bodě nadpraží se nachází lichoběžníkový hladký klenák s oválným štítkem s číslem 245 (číslo popisné objektu). V místě napojení každého ze dvou pilastrů na nadpražní oblouk je ozdobná hlavice. Nad výše uvedeným portálem se nachází přímá nadpražní římsa, a pod ní pak konzolový hrubořez.

### Štítové stěny
Východní štítová stěna domu disponuje čtyřmi okenními osami a její výzdoba i vzezření fasády je zcela identické s fasádou na podélném průčelí objektu. Valbová střecha objektu této štítové straně „odepřela“ existenci domovního štítu. Západní štítová stěna domu (orientovaná do ulice Krátká) má také 4 okenní osy. Jediné, co ji poněkud odlišuje od východní štítové stěny je zděný přístavek, který se nachází v místě zaslepené 5. okenní osy. Přístavek (sahajícím na výšku přes přízemí i patro) je „přilepen“ k zadní (přibližně severní) podélné stěně objektu a při pohledu z ulice 9. května není vidět, takže neruší dojem z majestátnosti jižního průčelí domu orientovaného do ulice 9. května. 

## Galerie

Dům čp. 245 v ulici 9. května
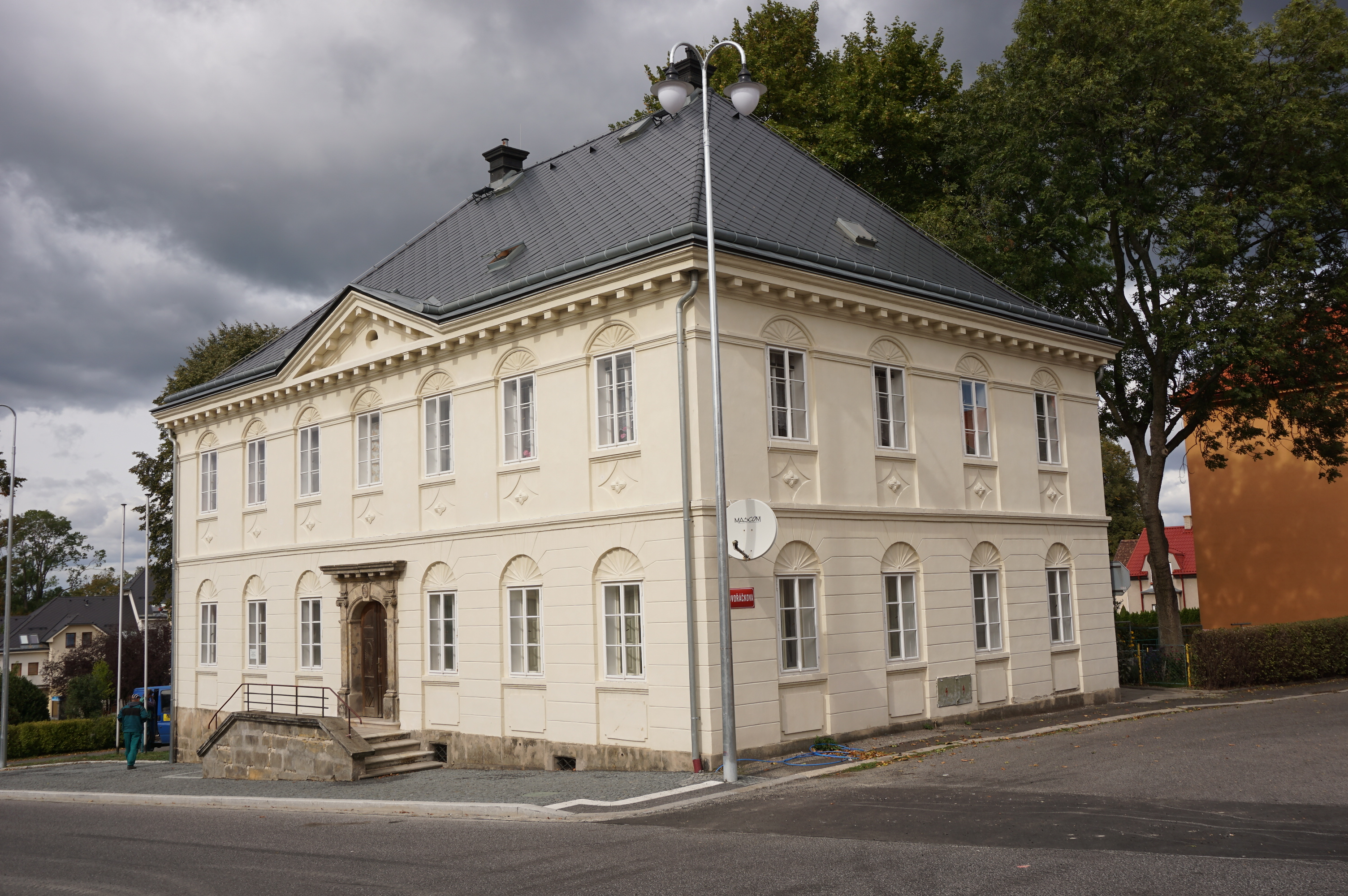
Pohled na východní štítovou stranu objektu
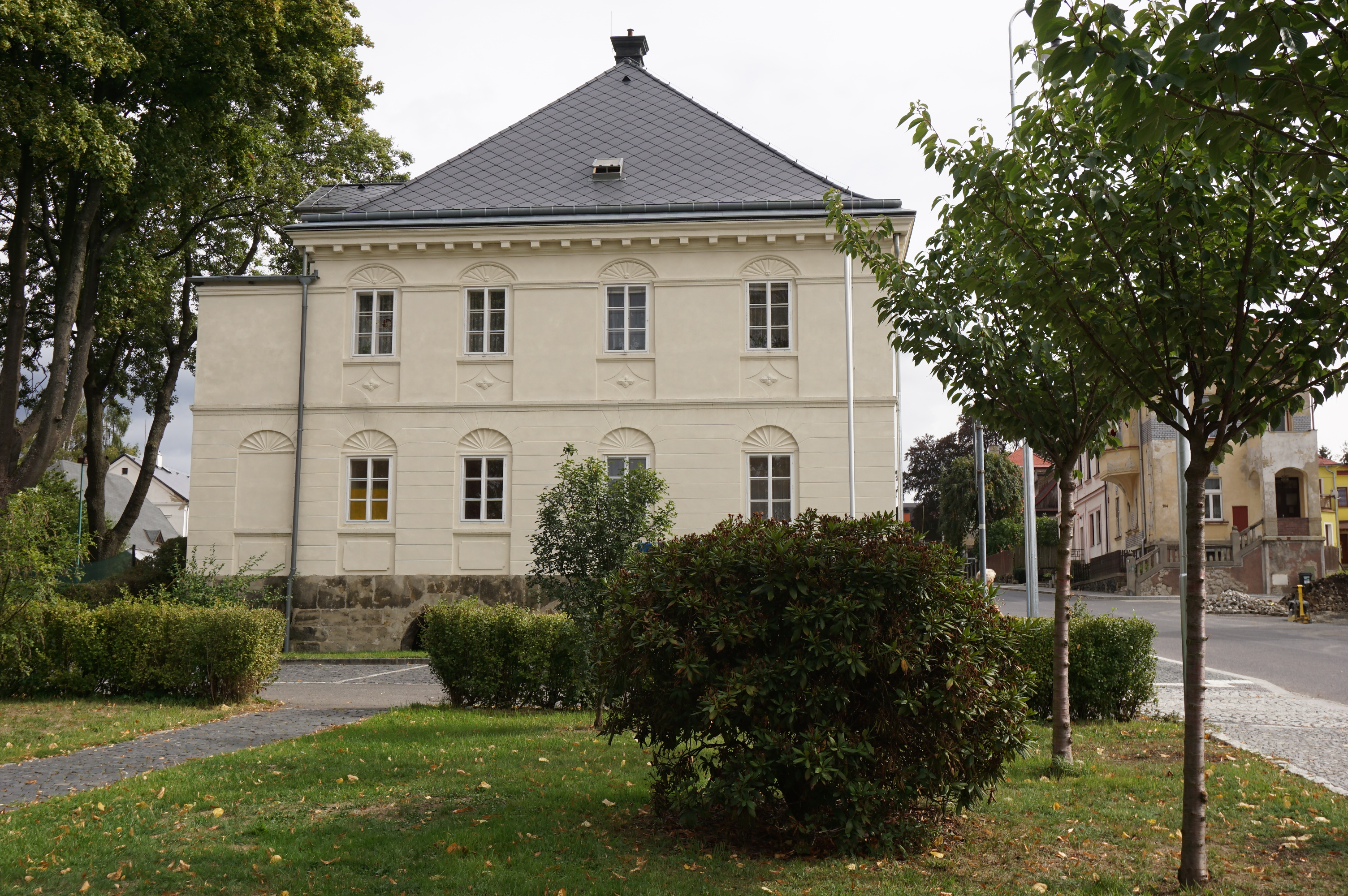
Pohled na západní štítovou stranu (z ulice Krátká), patrná patrová zděná přístavba v místě zaslepené 5. okenní osy
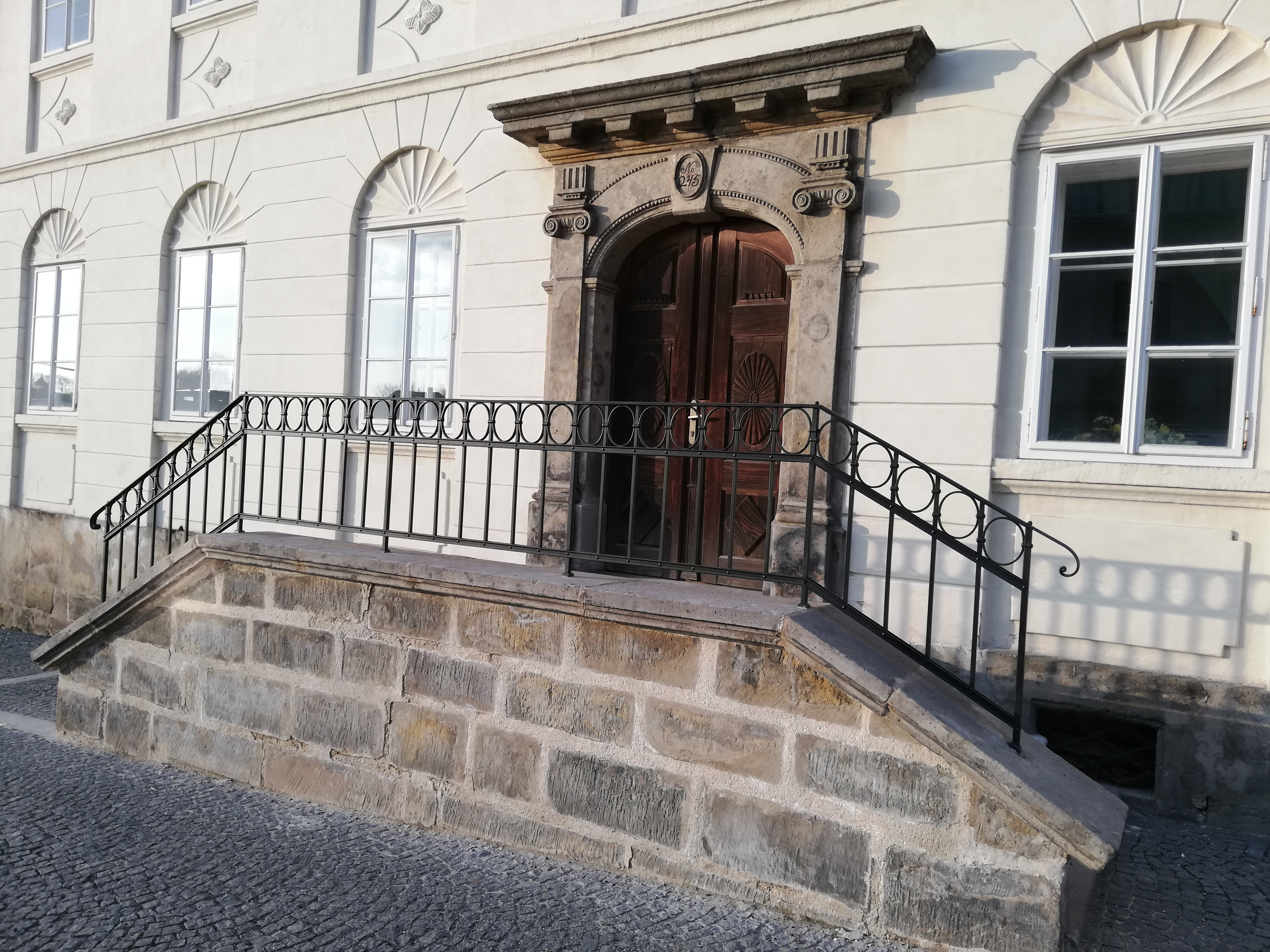
Detail vstupních dveří s pískovcovým portálem a schodištěm
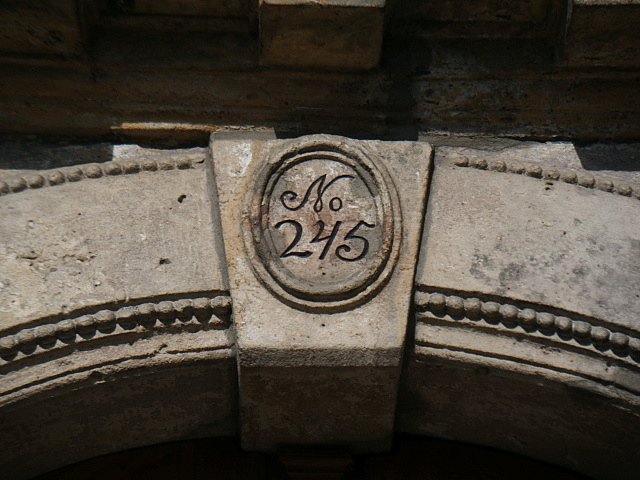
Detail čísla popisného v oválném medailonku na klenáku v nadpražním půleliptickém oblouku